# Mushroomhead
Mushroomhead é uma banda americana de metal industrial de Cleveland, Ohio. Formada em 1993 pelo baterista Steve Felton, seus integrantes utilizam pseudônimos e se apresentam com figurino grotesco, como máscaras e pinturas corporais. A sonoridade do grupo sintetiza elementos da música alternativa, heavy metal e metal industrial, fortemente marcada pelo uso de guitarras de 7 cordas e teclados. Apesar da banda existir desde 1993, a banda só ficou extremamente conhecida em 2001 com o lançamento do álbum XX. Um jornal de Cleveland, Plain Dealer, definiu o Mushroomhead como "Sofisticado, denso, enérgico, com passagens melódicas e letras negras que não confiam em meramente palavras repetidas". Eles estiveram no topo do Cleveland World Series of Metal durante os anos de 1997, 1998, 1999 e 2000. Já tocaram com bandas como: Korn, Rob Zombie, Ghost, Avenged Sevenfold, Lamb of God ,Meshuggah, Gwar, Misfits, Anthrax, Down e etc.

## História

### Álbum Debut,SuperbuickeM3(1993-2000)
Em 1993 o Mushroomhead foi criado como um projeto paralelo. Para se diferenciarem dos membros de outras bandas e para dispensar quaisquer conceitos sobre o som do grupo e conteúdo músical a banda adotou uniformes, máscaras e apelidos. Mushroomhead tocou seu primeiro show em 1993. Dias depois o octeto se encontrou ao lado da já famosa banda Gwar.
O baterista da banda, Skinny, disse:
"Nós tocamos nosso primeiro show no sábado, nós iriamos tocar nosso primeiro show na sexta, mas eu tinha que trabalhar, então isso acabou acontecendo no sábado".
Em 1995, o Mushroomhead liberou o seu primeiro álbum chamado Mushroomhead, com a sua própria gravadora, a Filthy Hands Co. (também chamado de "Mushroom Co."). Para os membros, o Mushroomhead se tornou uma prioridade para suas bandas anteriores se romperem. Embora o alinhamento da banda sofreu muitas mudanças em toda a década de 1990, a banda permaneceu ativa, lançando constantemente músicas e ganhando fãs. Em 1996, eles liberaram o Superbuick o segundo álbum da banda. Em 1999, Mushroomhead libera o M3, que foi o último álbum auto-financiado e auto-lançado pela banda.

### XXeXIII(2000-2005)
Em 2001 Mushroomhead lançou um álbum compilação chamado XX, que é pronunciado "Double X". O álbum foi lançado pela gravadora independente Eclipse Records. Depois nesse ano a banda assinou com a gravadora Universal Records e o álbum foi remasterizado e re-lançado internacionalmente. O re-lançamento levou o Mushroomhead a maiores turnês nacionais, como o Ozzfest 2002 e a shows internacionais e também o primeiro clipe da banda a ser exibido na TV. O clipe foi gravado para o único single do álbum, "Solitare Unraveling".
Em 2003 a banda lançou o álbum XIII, que foi o primeiro álbum com material novo também lançado pela Eclipse Records. O álbum continha o single Sun Doens’t Rise que foi apresentado na MTV: Headbangers Ball e a música também foi incluída na trilha sônora do filme Freddy vs Jason. Além disso continha uma faixa escondida da música "Crazy" que é uma música gravada originalmente pelo cantor Seal. O álbum estreou no número 40 no gráfico da Billboard Top 200 e vendeu 400,000 cópias ao redor do mundo ao longo do tempo.

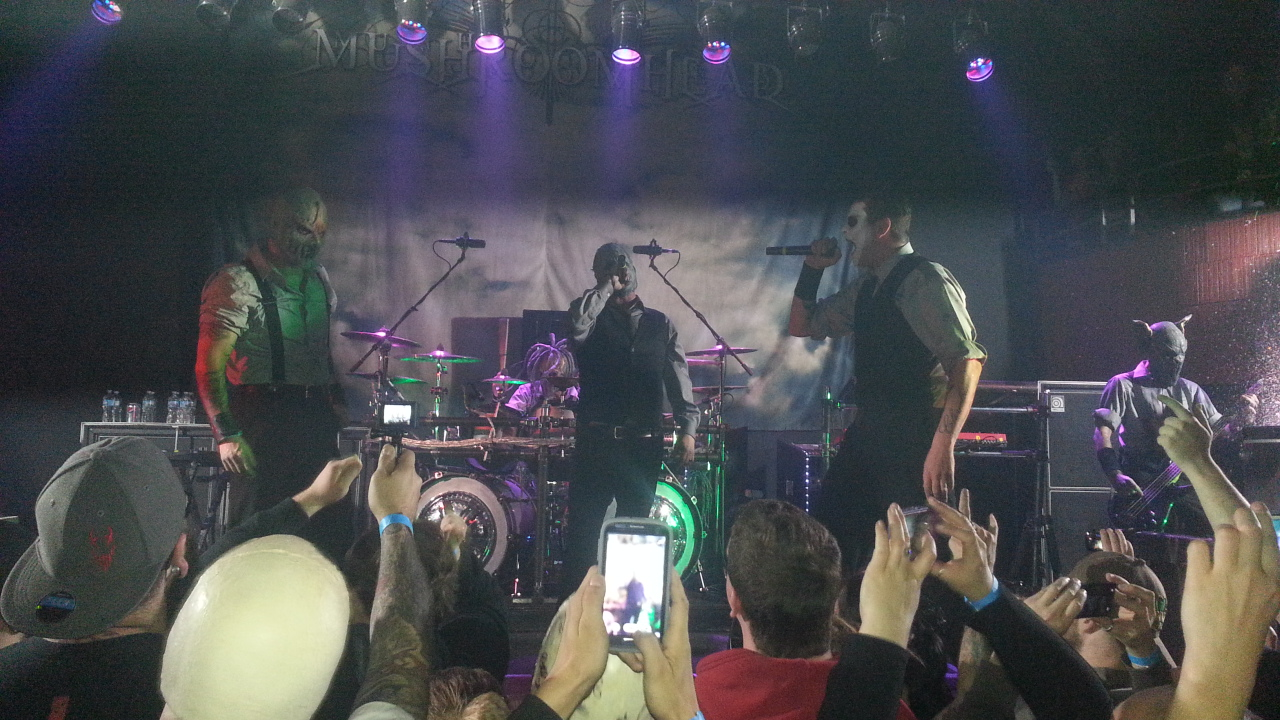
Mushroomhead ao vivo em 2014. Da esquerda para a direita: Waylon Reavis, Jeffrey Nothing e J. Mann.

Depois de uma extensiva turnê mundial, o vocalista J.Mann anúnciou que estava deixando a banda em Agosto de 2004 causada pela exaustão e razões pessoais. A maior razão pela sua saída foi o fato de que seu pai estava doente e ele queria estar lá por ele. Ele foi substituído pelo vocalista da banda 3 Quarters Dead, Waylon Reavis. Em 2005 a banda auto-lançou o primeiro DVD, chamado Vol.1, pelo selo da própria gravadora da banda, a Filthy Hands Inc. Produzido, dirigido, filmado e editado pela banda, Vol.1 abrange a ascensão da banda nos anos 2000 com montagens de vídeos de performances da banda ao vivo, os clipes e imagens da turnê.
Enquanto estavam na estrada em 2005 eles começaram o processo de composição de nóvas músicas e gravação de novo material para um novo álbum. Em Dezembro de 2005 a banda assinou com a Megaforce Records, garantindo a disponibilidade de novos álbuns nacionalmente e internacionalmente. Em 6 de Junho de 2006 (coincidentemente o dia 6 de junho de 2006) a banda lançou o Mushroom Kombat que era um jogo interativo que contava como parte do site oficial da banda. O mini-game colocava os integrantes da banda uns contra os outros no estilo Mortal Kombat (jogo no qual os integrantes são fãs), com os membros tendo cada um único Fatality.
Mushroomhead liderou com Dope, Nocturne e  Invain o The Music For Freedom Tour patrocinada pela Jägermeister na casa de shows House Of Blues na cidade de New Orleans, do estado de Louisiana em 16 de Agosto de 2005. Esse show foi um dos últimos grandes acontecimentos antes do furacão Katrina destruir New Orleans em 29 de Agosto de 2005, 13 dias depois da banda ter tocado na cidade.

### Savior Sorrow(2005)
Savior Sorrow foi lançado em 19 de Setembro de 2006 e estreou nos gráficos da Billboard Top 200 em 45º com as vendas ultrapassando 12,000 cópias na primeira semana. A gravadora da banda declarou que as vendas estavam perto de 25,000 com a inclusão das vendas do CD durante os shows da banda na turnê. Como resultado a SoundScan emitiu um pedido de desculpas no dia seguinte à divulgação dos dados de vendas do CD devido a erros cometidos na contagem. A razão primária dada foi a falta de inclusão na contagem das vendas realizadas na rede varejista Best Buy. As vendas do Savior Sorrow chegaram perto de 26,000 e o local de entrada do gráfico foi mais próximo à 30º a marca de 73º. A posição de estréia nos gráficos do Savior Sorrow foram re-ajustadas a 50ª posição. Simple Survival, que foi o primeiro single do álbum, foi colocado no 39º lugar no Billboard Mainstream Rock Tracks uma semana depois de seu lançamento.
Em 29 de Dezembro de 2007 a banda ganhou o Vídeo do ano de 2007 com 12 Hundred na competição da MTV: Headbangers Ball.
Em 17 de Setembro de 2008 a banda anúnciou que iria lançar o DVD Vol.2 em 28 de Outubro de 2008 através da Filthy Hands e Megaforce Records. O DVD contem duas horas e meia de conteúdo incluindo imagens ao vivo da turnê de quase 3 anos do Savior Sorrow, clipes das músicas 12 Hundred, Simple Survival, Burn, Tatoo, Save Us e Embracing The Ending. Comentários da banda em alguns vídeos e filmagens da turnê.

## Influências
Tanto a estética do grupo, como sua inicial direcionamento musical remetem uma influência ao grupo californiano Mr. Bungle. A banda foi reconhecida no final dos anos 80 pela mistura não-convencial de ritmos musicais, como heavy metal Funk e Jazz, também presentes nos primeiros trabalhos do Mushroomhead. O Mr. Bungle também usava máscaras e fantasias em suas apresentações ao vivo. Em entrevistas, o vocalista Jeffrey Nothing afirmou ser influenciado por Iron Maiden, Judas Priest,  Faith No More, Mr. Bungle, Bjork. A banda também declarou ser influenciado pelo diretor David Lynch (o nome "Mushroomhead" inclusive, foi tirado de um trecho de Veludo Azul, de Lynch).

## Integrantes
| Atuais - Steve "Skinny" Felton – bateria (1993–presente) - Jason "J Mann" Popson – rapper (1993–2004, 2013–presente), vocal gutural (2015–presente) - Rick "ST1TCH" Thomas – turntablist, sampler, programação (2001–presente); bateria (2006–presente), teclado (2015–presente) - Ryan "Dr. F" Farrell – baixo (2012–presente) - Robbie "Roberto Diablo" Godsey – percussão (2013–presente),Teclado (instrumento musical)teclado (2015–presente) - Steve Rauckhorst – vocais (2018–presente) - Tommy "Tankx" Shaffner – guitarra (2018–presente) - Jackie LaPonza – vocais (2020-presente; integrante de turnê 2014-2020) Integrantes de Turnê - Chris Chamberlain – malabarista (1993–1995) - Marko "Bronson" Vukcevich – dançarino (1993–2000) - Jessica "Roxy" Haney – dançarino (1993–2000) - Dailey "Fatback" Davis – percussão (2005) - Dylan "The Villain" Sharpe – percussão (2012) - Elliot Mapes – percussão, teclado (2012) - Jeremiah Stratton – percussão (2012) - Derek Beaty – percussão (2019) | Antigos - Jeffrey "Nothing" Hatrix – vocais (1993–2018) - Tom "Shmotz" Schmitz – teclado, sampler (1993–2015) - John "JJ Righteous" Sekula – guitarra (1993–2001; falecido em 2010) - Richie "Dinner" Moore – guitarra (1993–1999) - Joe "Mr. Murdernickel" Kilcoyne – baixo (1993–1995) - Joe "DJ Virus" Lenkey – sampler (1993–1995) - Jack "Pig Benis" Kilcoyne – baixo (1995–2012) - Marko "Bronson" Vukcevich – guitarra (2001–2006), sampler (1995–2001) - Dave "Gravy" Felton – guitarra (1999–2012) - Waylon Reavis – vocais (2004–2015) - Daniel "Lil' Dan" Fox – percussão (2006–2012) - Tommy Church – guitarra (2012–2018) |

## Discografia

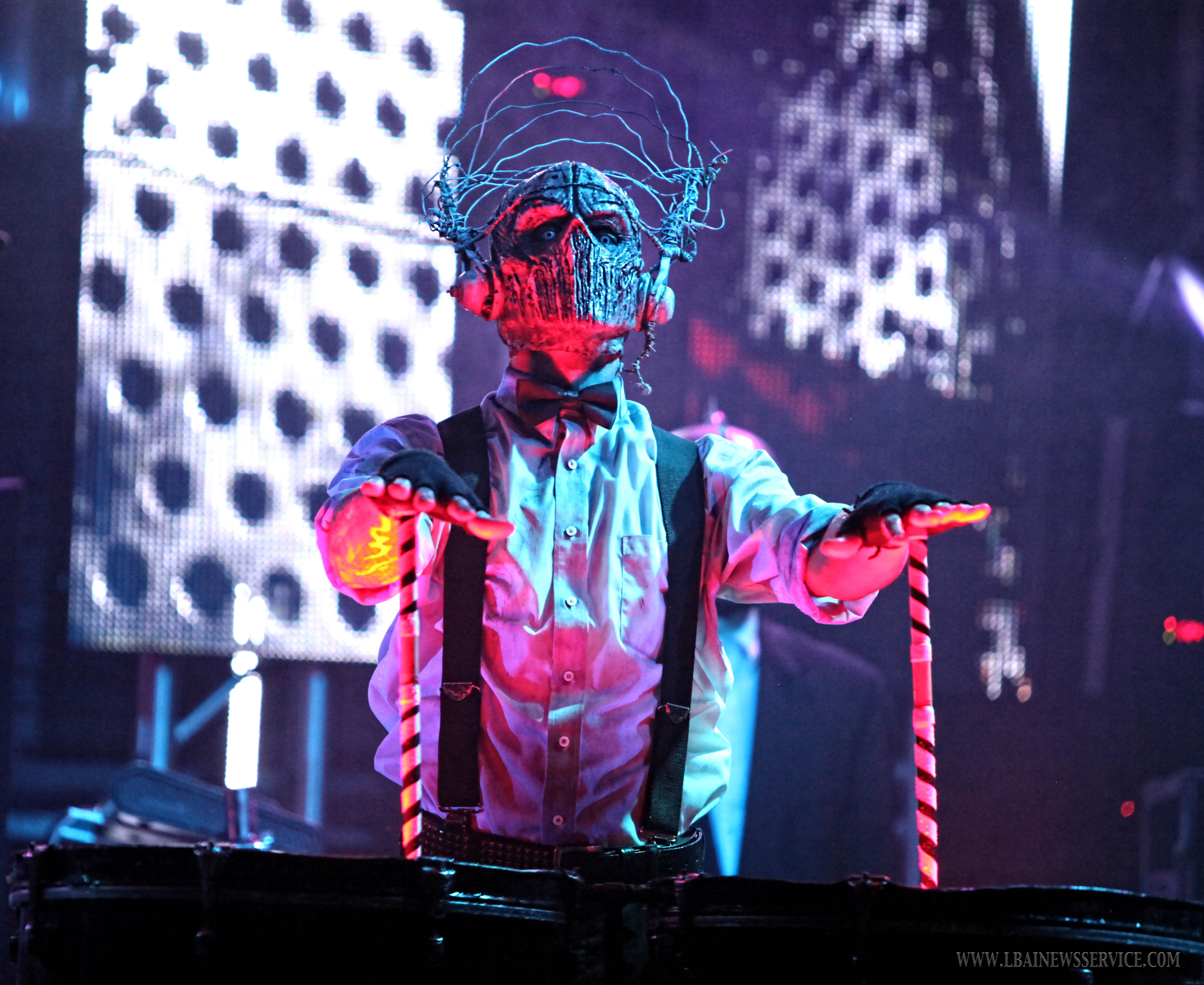
ST1TCH se apresentando com o Mushroomhead na Flórida em 2013.

### Álbuns de Estúdio
- 1995 - Mushroomhead
- 1996 - Superbuick
- 1999 - M3
- 2003 - XIII
- 2006 - Savior Sorrow
- 2010 - Beautiful Stories For Ugly Children
- 2014 - The Righteous & the Butterfly
- 2020 - A Wonderful Life
- 2024 - Call The Devil

### Compilações
- 2001 - XX

### DVDs
- Volume 1 (2005)
- Volume 2 (2008)
- Volume 3 (2018)

### Trilha Sonoras
- Escorpião Rei - Ano 2001 - Pela Gravadora Universal Records, Com a Música "Along The Way".
- Triplo X  - Ano 2002 - Pela Gravadora Universal Records, Com A Música "Before I Die".
- Freddy X Jason  - Ano 2003 - Pela Gravadora Roadrunner, Com A Música "Sun Doesn't Rise".
- O Massacre Da Serra Elétrica - Ano 2003 - Pela Gravadora RTE/DRT Records, Com A Música "43".
- De Volta A Casa Da Colina - Ano 2006 - Pela Gravadora Megaforce Records, Com A Música "Simple Survival".
- The Rage - Ano 2008 - Pela Gravadora Megaforce Records, Com As Músicas "Damage Done" E "12 Hundred" .
- Jogos Mortais VI - Ano 2009 - Pela Gravadora Megaforce Records, Com A Música "Your Soul Is Mine".
- Game of Thrones - Ano 2015 - The Mixtape Vol.II - Com a música: "Among the Crows".